# Phineas Taylor Barnum

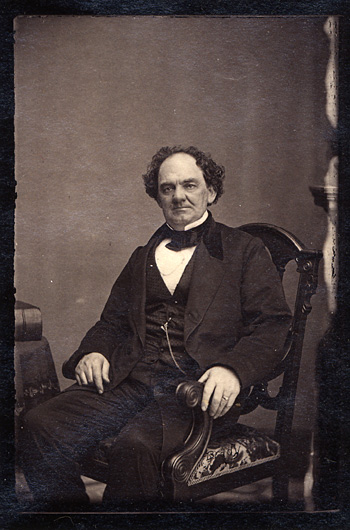
Phineas Taylor Barnum

Phineas Taylor Barnum (Bethel (Connecticut), 5 juli 1810 - Bridgeport (Connecticut), 7 april 1891) was een Amerikaanse showman en circusuitbater. Een van zijn gevleugelde uitspraken was "There’s a sucker born every minute", waarmee hij wilde aangeven dat er genoeg mensen zijn die gemakkelijk voor de gek gehouden kunnen worden. Deze uitdrukking is mogelijk niet van hem afkomstig, maar hij gebruikte de uitdrukking veel. In zijn tijd werd hij als de beroemdste Amerikaan van de wereld beschouwd.

## Circus en rariteitenshows
P.T. Barnum exploiteerde een circus dat deels het karakter van een rariteitenshow had. Hij noemde het The greatest Show on Earth. Daarmee heeft hij een groot gedeelte van zijn leven rondgereisd, ook in Europa. Na 1881 is hij gaan samenwerken met James Bailey, een samenwerking die later bekend werd als het Barnum and Bailey Circus.
Zijn grootste succes was de show van de beroemde dwerg Charles Sherwood Stratton alias Tom Pouce (General Tom Thumb), waarmee hij ook in Europa triomfen vierde. Daarnaast omvatte de rariteitenverzameling waarmee hij optrad een zeemeermin, een Siamese tweeling en een indiaanse danseres. Een nieuwe sensatie wekte hij door zangeres Jenny Lind het destijds astronomische bedrag van 150.000 dollar te bieden voor een monstertournee van honderdvijftig concerten in de Verenigde Staten.
Een van de voornaamste attracties was verder Jumbo, een Afrikaanse olifant, die hij in 1882 van de dierentuin in Londen had gekocht. Jumbo kwam in 1885 op tragische wijze om het leven in een treinongeluk op een spoorwegstation en zijn naam is in het spraakgebruik enerzijds een algemene aanduiding geworden voor zaken van grote omvang, anderzijds voor olifanten. Na Barnums dood in 1891, is het circus door zijn weduwe verkocht aan Ringling Brothers. Later werden de shows van beide circussen samengevoegd; onder de naam Ringling Bros. and Barnum & Bailey Circus heeft het circus tot 2017 rondgereisd.

## Etnologische tentoonstellingen

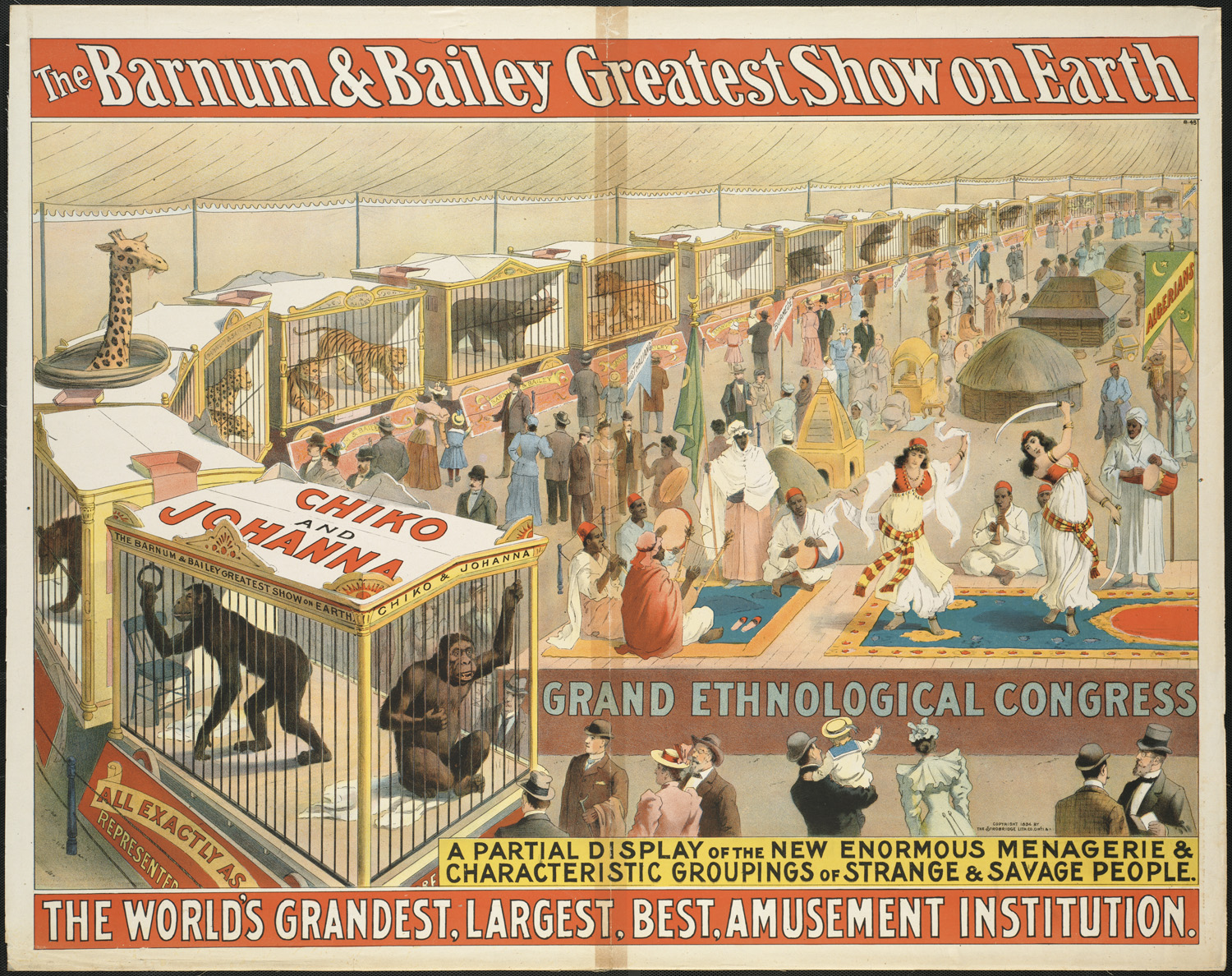
Poster van het Ethnological Congress of Strange and Savage Tribes

Barnum was een van de eersten die een mens tentoonstelde op grond van etnologische afstamming en behoort tot de grondleggers van het fenomeen etnologische tentoonstelling. In 1835 presenteerde hij de Afro-Amerikaanse Joice Heth als curiositeit aan het publiek. Hij beweerde dat ze 161 jaar oud was. Gedurende zijn leven rijpte bij hem het idee van een etnologische tentoonstelling in combinatie met een rariteitenshow. Zijn wens was ‘forming a collection, in pairs or otherwise of all the uncivilized races in existence’. In 1882 stuurde hij honderden brieven naar Amerikaanse consulaten en andere organisaties over de hele wereld, waarin hij om hulp vroeg bij het verwerven van ‘any specimens of these uncivilized peoples’. Zijn idee werd in 1883 werkelijkheid met het Ethnological Congress of Strange and Savage Tribes als onderdeel van de Barnum & Bailey Greatest Show on Earth.

## Politiek leven
Behalve als showman is Barnum actief geweest in plaatselijke politiek. Hij was onder andere burgemeester van Bridgeport (Connecticut). Naast zijn autobiografie schreef hij een aantal boeken: Humbugs of the World (1865), Struggles and Triumphs (1869) en Money Getting (1883).

## Biografisch materiaal
Zijn leven is vastgelegd in de biografie van Irving Wallace: The Fabulous Showman.
In december 2017 is er een film over Barnum en het begin van zijn circus uitgekomen genaamd The Greatest Showman, waarbij acteur Hugh Jackman de rol van Barnum speelt. Artistiek leider Rhoda Roberts van het Sydney Opera House bekritiseerde de film, omdat deze onvermeld liet dat Barnum inheemse mensen dwong of zelfs ontvoerde om op te treden in etnologische tentoonstellingen voor het vermaak van Amerikanen en Europeanen. Roberts ontwikkelde als reactie de cabaretshow Natives Go Wild om dit verhaal alsnog te vertellen.

## Varia
De middelbare school Barnum in Roeselare ontleent haar naam aan een opmerkelijke gebeurtenis uit 1901, toen het wereldberoemde Amerikaanse circus Barnum & Bailey neerstreek in de stad. Op 13 november van dat jaar arriveerde het circus per trein en zette zijn imposante tenten op in wat toen nog een moerassig gebied was tussen de huidige Stationsdreef en Handelstraat. De spectaculaire voorstellingen trokken duizenden toeschouwers en lieten een blijvende indruk achter op de lokale bevolking. Als gevolg hiervan kreeg de wijk de bijnaam "Quartier Barnum", een naam die sindsdien is blijven hangen en uiteindelijk ook werd overgenomen door de school die daar gevestigd is.